# ريكاردو خافيير كروز
ريكاردو خافيير كروز (بالإسبانية: Ricardo Javier Cruz)‏ (30 أغسطس 1997 في المكسيك - ) هو لاعب كرة قدم مكسيكي في مركز الهجوم. لعب مع نادي أمريكا.

## وصلات خارجية
- ريكاردو خافيير كروز على موقع قاعدة بيانات كرة القدم.إي يو (الإنجليزية)
- ريكاردو خافيير كروز على موقع Soccerway.com (الإنجليزية)